# Le Bonheur d'Emma
Pour plus de détails, voir Fiche technique et Distribution.
Le Bonheur d'Emma (Emmas Glück) est un film allemand de Sven Taddicken mettant en vedette Jördis Triebel et Jürgen Vogel, sorti en salles le 17 août 2006 en Allemagne, tiré du roman Les Amis d'Emma (Emmas Glück) de Claudia Schreiber.

## Synopsis
Après avoir appris qu'il avait un cancer, Max (Jürgen Vogel), qui travaille à un magasin de voitures d'occasion, vole une importante somme d'argent à son patron. Celui-ci, l'apercevant, le poursuit en voiture. Max décide donc intentionnellement de perdre le contrôle de sa voiture. L'homme se réveille alors dans la ferme d'une jeune femme prénommée Emma (Jördis Triebel). 
Celle-ci, ayant découvert l'argent, a mis le feu à la voiture et gardé l'importante somme pour elle, faisant croire à Max qu'elle n'avait rien vu dans la voiture, mis à part lui. Max, voulant se cacher de la police, reste chez Emma, qui tombe amoureuse de l'homme à qui elle a volé l'argent. Cependant, celui-ci ne lui dit rien à propos de la nouvelle bouleversante qui lui avait été annoncée. Quand Emma découvre la maladie de Max, elle le soutient ils finissent finalement par se marier avant qu'il meure.

## Fiche technique
- Musique : Christoph Blaser et Steffen Kahles
- Production : Hejo Emons, Stefan Schubert, Ralph Schwingel
- Société de distribution : Pandora Filmproduktion, K-Films Amérique (Québec)
- Langue : allemand

## Distribution
- Jördis Triebel  (VF : Natasha Mircovich): Emma
- Jürgen Vogel  (VF : Emmanuel Lemire): Max
- Hinnerk Schönemann : Henner

## Prix
- Grand Prix Hydro-Québec 2007, Festival du cinéma international en Abitibi-Témiscamingue